# Daviscupový tým Andorry
Daviscupový tým Andorry reprezentuje Andorru v Davisově poháru od roku 2000 pod vedením národního tenisového svazu Federació Andorrana de Tenis St. Antoni. 
Družstvo nikdy nepostoupilo do šestnáctičlenné Světové skupiny, hrané v letech 1981–2018. Nejlepším výsledkem v soutěži je účast ve II. skupině euroafrické zóny roku 2003.
V Davis Cupu 2019 obsadila 10. místo IV. evropské skupiny euroafrické zóny.

## Složení týmu 2019
- Èric Cervós Noguer
- Guillermo Jauregui
- Ricardo Rodeiro-Stetson
- Jesus Muro-Loscertales